# イザラ
イザラ（バスク語:izarra）は、フランスのバイヨンヌで生産されるリキュールのブランドである。黄色（izarra jaune）と緑色（izarra verte）の2タイプが存在し、これらはそれぞれ、イエロー、グリーンなどとも呼ばれる。ブランド名の「イザラ」はバスク語で「星」を意味する。

## 概説
イザラは、バスク地方の薬剤師のジョセフ・グラトー（Joseph Grattau）が開発し、1835年に発売したリキュールである
。地元のピレネー山脈に自生するハーブ以外にも、モロッコ産のハーブ、セイロン産のサフラン、フランス産やイタリア産のエルダー（スイカズラ）の花液などを使用して製造される。イザラは、ヘミングウェイが愛飲したことでも知られている。イザラ社が製造している。既述のように、イザラにはイエローとグリーンの2タイプが存在する。

### イザラ・イエロー
イザラ・イエローは、中性スピリッツをベースとした、リキュールの銘柄の1つである。イザラ・ジョーヌ（Izarra Jaune）とも呼ばれる。32種類のハーブやスパイスを中性スピリッツに一定期間浸漬して作った混成酒を蒸留し、その後からイザラ社と関係のある、バ・ザルマニャック地区のクレ・デ・デューク蒸留所産のアルマニャックを、少量添加して作られる。製品のアルコール度数は40度、エキス分は21.5％。そのまま飲用されることもあれば、カクテルなどに利用される場合もある。

### イザラ・グリーン
イザラ・グリーンは、中性スピリッツをベースとした、リキュールの銘柄の1つである。イザラ・ヴェール（Izarra Verte）とも呼ばれる。16種類のハーブやスパイスを中性スピリッツに一定期間浸漬して作った混成酒を蒸留し、その後からイザラ社と関係のある、バ・ザルマニャック地区のクレ・デ・デューク蒸留所産のアルマニャックを、少量添加して作られる。製品のアルコール度数は48度、エキス分は22.5％。そのまま飲用されることもあれば、カクテルなどに利用される場合もある。